# Chasse aux trésors
Pour le concept général, voir Chasse au trésor.
Chasse aux trésors (The Diggers) est une émission de téléréalité et Documentaire américaine diffusée depuis le 23 août 2013 sur National Geographic Channel.
En France le programme est diffusé sur National Geographic Channel (France) et sur RMC Découverte depuis le 2 novembre 2015.

## Concept
« Ring Master Tim » et « King Georges » deux experts en prospection, détection d'objets et historiens en herbe, essayent dans la série de dénicher des trésors de l’histoire enfouis.
En 2013, ils ont par exemple réussi à retrouver et déterrer la "time capsule" de Steve Jobs, un énorme cylindre content des objets typiques des années 1980.

## Émissions
| Saison | Saison | Épisodes | Début | Fin |
| ------ | ------ | -------- | ----- | --- |
|        | 01     | 18       | -     | -   |
|        | 02     | -        | -     | -   |
|        | 03     | -        | -     | -   |
|        | 04     | -        | -     | -   |

## Épisodes

### Saison 01 (2013)
1. Terre fertile (Whiskey Rebellion)
2. Attention au perdant ! (Oregon Trail)
3. Le coffre-fort (Civil War Nectar Sector)
4. Le bar clandestin (The Lost Hotel)
5. Le seigneur des anneaux (The King and the Ring)
6. Titre français inconnu (Diggin' the Cape)
7. Titre français inconnu (New Jersey, Old Nectar)
8. Titre français inconnu (Gold Diggers)
9. Titre français inconnu (Hatfields & McCoys)
10. Titre français inconnu (Cajun Gold)
11. Titre français inconnu (Of Mines and Men)
12. Titre français inconnu (Pirate Booty)
13. Titre français inconnu (Gold Thief)
14. Titre français inconnu (Diggin' Lincoln)
15. Titre français inconnu (Ghost Town Nectar)
16. Titre français inconnu (King of Rock n' Roll)
17. Titre français inconnu (Diggin' the Blues)
18. Titre français inconnu (Tombstone Nectar)

## Personnages
- George Wyant alias KG : « le Roi George »
- Tim Saylor alias Ringy: « le Maître des anneaux »